# Золотая цепь (фильм, 1991)
«Золотая цепь» (англ. Chains Of Gold) или «Золотые цепи» — американский художественный телефильм 1991 года, снятый режиссёром Родом Холкомбом. Снят фильм был специально для кабельного телевидения. Съёмки проводились в США в Майами. Премьера фильма состоялась 15 сентября 1991 года в США.

## Сюжет
Скотт Барнс — работник соцобеспечения. В прошлом он был алкоголиком, и потерял своего сына. Сейчас у него есть друг, молодой парень Томми. Томми попадает в неприятную ситуацию — его похитила банда, орудующая в Майами. Банда занимается торговлей наркотиками. Для того, чтобы спасти Томми, Скотт внедряется в банду, выдав себя за дилера.

## В ролях
- Джон Траволта — Скотт Барнс
- Джозеф Лоуренс — Томми (как Джои Лоуренс)
- Мэрилу Хеннер — Джеки
- Берни Кэйси — сержант Фалько
- Бенджамин Братт — Карлос
- Рамон Франко — Джеймс
- Кончата Феррелл — Марта Бурке
- Тэмми Лорин — Рэйчел Бурке
- Гектор Элизондо — лейтенант Ортега
- Рафаэль Рэй Гомес — Бобби
- Джек Лэм — Че Че
- Ансон Даунс — Эд
- Уиллис Никербокер — Дональдсон
- Джон Эрчи — Винсент
- Джафари Данн — Педро